# Dobrodružství opeřeného hada
Dobrodružství opeřeného hada (1961, L’Aventure du serpent à plumes) je dobrodružný román pro mládež, který napsal francouzský spisovatel Pierre Gamarra. 

## Obsah románu
Román vypravuje chlapec Bertrand z pyrenejské vesničky Fabiac a začíná jej slovy „Všechno to začalo jednoho prosincového večera, jednoho větrného a neklidného večera, kdy se celé horstvo zachvívalo pod nárazy vichřice.“ Bertrand má nerozlučného kamaráda Felixe a oba společně mají plnou hlavu různých dobrodružství, a proto nadšeně sledují ve škole výklady o starém Mexiku a o říši Aztéků a Mayů. A právě tohoto bouřlivého večera se v jejich vesnici objeví tajemný cizinec Emil Durand, který podle jejich mínění vypadá jako typický Azték. Cizinec se ubytuje v malém horském hotelu Bertrandova otce a chlapci se snaží odhalit jeho tajemství.
Dostanou se do jeho pokoje, a tam objeví listiny nadepsané slovy „Toto je má závěť“. Listiny obsahují příběh jakéhosi Emila Ochoy, který se narodil v baskické horské vesnici ve Francii. Ten se po skončení první světové války odstěhoval do Mexika, které si představoval jako zázračnou zemi se spoustou ovoce a zlata. Místo toho musel velmi tvrdě pracovat, aby se uživil. Nakonec se nechal najmout na škuner Okřídlený had s podezřelým nákladem, pojmenovaný po starém indiánském bohovi Quetzalkoatovi. Při plavbě kolem severního Yucatánu loď v bouři ztroskotala. Ochoa se ještě s třemi druhy zachránil ve člunu a všichni se dostali na břeh. Při cestě lesem pak objevili zříceniny jakéhosi dávno mrtvého města. Při průzkumu zbořeného mayského chrámu se jim podařilo najít síň s množstvím zlatých prutů. Zde závěť skončila.
Chlapci se domnívají, že jsou na stopě příběhu o hledání pokladu a spřádají nejfantastičtější domněnky. Brzy však ke svému údivu zjistí, že pan Duran je ve skutečnosti uznávaný spisovatel dobrodružných románů Patrick d’Oléron, který si přijel do hor odpočinout. A chlapci nalezená závěť že je rukopisem nového románu. 
Když d’Oléron po čase román dokončí, pošle ho chlapcům v balíčku. Chlapci se nedočkavě pustí do čtení a zjistí, že kniha začíná slovy „Všechno to začalo jednoho prosincového večera, jednoho větrného a neklidného večera, kdy se celé horstvo zachvívalo pod nárazy vichřice.“, a že román je o nich dvou.

## Česká vydání
- Dobrodružství opeřeného hada SNDK, Praha 1964, přeložil Josef Pospíšil.